# دوريس غراو
دوريس غراو (بالإنجليزية: Doris Grau)‏ هي ممثلة أمريكية، ولدت في 12 أكتوبر 1924 ببروكلين في الولايات المتحدة، وتوفيت في 30 ديسمبر 1995 بلوس أنجلوس في الولايات المتحدة.

## وصلات خارجية
- دوريس غراو على موقع IMDb (الإنجليزية)
- دوريس غراو على موقع أول موفي (الإنجليزية)
- دوريس غراو على موقع قاعدة بيانات الأفلام السويدية (السويدية)
- دوريس غراو على موقع قاعدة بيانات الفيلم (الإنجليزية)